# Lussingrande
Lussingrande (in croato Veli Lošinj) è un villaggio di 917 abitanti dell'isola croata di Lussino, situato nella parte meridionale dell'arcipelago del Quarnero. Lussingrande si affaccia su due piccole baie della costa sudorientale (Lussingrande a nord e Rovensca a sud), ai piedi della collina Calvario, circa 3 km a sud-est della più popolosa Lussinpiccolo, capoluogo dell'isola, con cui forma un unico agglomerato urbano lungo la costa. Il lungomare che collega i due centri è una delle attrattive turistiche del luogo.
I nomi di Lussingrande e Lussinpiccolo possono oggi trarre in inganno, ma rispecchiano semplicemente lo sviluppo urbano e demografico delle due località. Lussingrande infatti è l'insediamento più antico (risalente al XIII secolo) e fino al XIX secolo è stato anche il principale porto e il più importante centro per la pesca dell'isola. Oggi, a causa del suo spopolamento a favore dell'attuale capoluogo, è diventato un borgo minore per dimensioni e importanza rispetto a Lussinpiccolo, di più recente fondazione ma di maggior sviluppo economico. Rimane comunque il secondo centro più popoloso dell'isola.
Grazie al suo clima piuttosto mite (anche in gennaio la temperatura non scende sotto i 7 °C) e alle sue spiagge di scogli o ciottoli, Lussingrande è oggi conosciuto soprattutto come centro turistico, noto anche per la pratica dell'aromaterapia naturale.

## Storia
A lungo disabitato, il territorio di Lussingrande ricadeva in epoca romana sotto la giurisdizione di Ossero, allora la città principale delle due isole vicine di Lussino e Cherso. Nel 530 Ossero venne anche eretta a sede episcopale per tutto l'arcipelago chersino-lussignano.
L'insediamento di Lussingrande viene comunque fatto risalire al XIII-XIV secolo con la costruzione di Velo selo ("Grande villaggio"), il nucleo più antico dell'abitato, di natura pastorale e contadina, sorto perciò non sulla costa ma più all'interno, presso l'antica chiesa di San Nicolò. Eretto da monaci basiliani provenienti dai vicini isolotti di Oruda e Palazzuoli (Palacol), era un edificio sacro semplice, a una navata, in stile romanico, poi totalmente ristrutturato nel XVIII secolo. Se ne ha la prima testimonianza scritta nel 1398, a proposito del permesso concesso dalla comunità di Ossero ad alcune famiglie straniere a installarsi in questi luoghi.
All'ingresso della baia era invece posta l'allora piccola chiesa di Sant’Antonio Abate con il suo alto campanile; ricostruita e ampliata nel XV secolo, fu nuovamente ingrandita nel Seicento portandola a tre navate. Poco lontano i veneziani innalzarono anche, verso la metà del Quattrocento, una robusta torre rotonda per proteggere il porto, il villaggio e i suoi abitanti dagli attacchi dei pirati uscocchi: l'impianto circolare fondato sulla pietra viva, le mura larghe e spesse, la corona sporgente di merli ghibellini (33 metri di circonferenza) erano tutti elementi atti alla difesa ma, con il mutare dei tempi e delle esigenze, la struttura fu lasciata decadere fino a un primo restauro nel 1774, a un secondo nel 1911 e a quello del 1997 che ne ha consentito la riapertura al pubblico nel 2000 con funzioni museali.
Al 1510 risale la chiesa della Madonna degli Angeli, poi riadattata al gusto barocco; è un po' più all'interno delle precedenti e conserva opere di pittori veneziani, come un San Francesco e sant'Ildebrando di Francesco Fontebasso, otto tele di Giovanni Antonio Pellegrini e un Tiziano.
Nel Seicento il "grande villaggio" continuò a svilupparsi, ampliandosi con andamento concentrico a partire dal mandracchio della baia di Lussingrande e assumendo un assetto urbanizzato di città caratterizzato dallo stile barocco: dalla piazza del porto si diramarono le due strade principali che conducevano l'una a sud, all'antico insediamento agricolo di Velo selo, e l'altra a est, alle case di pietra che formavano il più recente borgo di pescatori presso la baia di Rovensca.
Nel 1774 cominciò la ricostruzione della chiesa parrocchiale di Sant'Antonio abate, riedificata più vasta sulle fondamenta precedenti e riportata a un'unica grande navata. Il suo esterno lineare non lascia presagire la fastosità barocca dell'interno né la ricca collezione pittorica qui raccolte dalla generosità e dall'intraprendenza dei capitani marittimi del piccolo borgo lussignano. All'epoca infatti gli altari delle chiese, prima in legno e poi in marmo, venivano quasi sempre sostituiti quando si ampliava o si ristrutturava una chiesa, cosa non rara a Venezia, e i capitani di Lussingrande facevano a gara per approfittare di quelle occasioni e portare "a casa" oggetti d´arte di valore. In tal modo abbellirono sfarzosamente la loro chiesa con sette altari in stile barocco, opere preziose e numerosi dipinti di artisti italiani (da Francesco del Cossa a Bartolomeo Vivarini e Bernardo Strozzi, da Lattanzio Querena a Francesco Hayez).
Nell'Ottocento, in seguito all'epidemia di malaria che imperversava intorno a Ossero, Lussingrande divenne sede vescovile, ma solo per un anno; infatti, dopo la morte in paese del vescovo Francesco Pietro Raccamarich (1815), non venne più nominato un successore e nel 1828 la diocesi di Ossero confluì in quella di Veglia. Nel frattempo era già cominciata la decadenza economica di Lussingrande, simboleggiata dalla chiusura dei cantieri navali per la costruzione delle barche a vela, mentre a Lussinpiccolo si aprivano con successo quelli per la fabbricazione delle barche a motore.

## Società

### Evoluzione demografica
Abitanti censiti